# Pogiry (okręg kowieński)
Pogiry (lit. Pagiriai) – miasteczko na Litwie, położone w okręgu kowieńskim, w rejonie kiejdańskim. Liczy 358 mieszkańców (2011).